# تيد واشبورن (سياسي)
تيد واشبورن هو سياسي أمريكي، ولد في 9 أبريل 1941 في وايت بلينس في الولايات المتحدة، وتوفي في 28 سبتمبر 2019. نشط حزبياً في الحزب الجمهوري. وقد انتخب عضو مجلس نواب مونتانا ‏.